# Nasution
Nasution est un nom de marga ou clan batak de Sumatra du Nord en Indonésie.
La personne la plus connue portant ce nom de marga est le général Abdul Haris Nasution.